# Ilija Trojanow

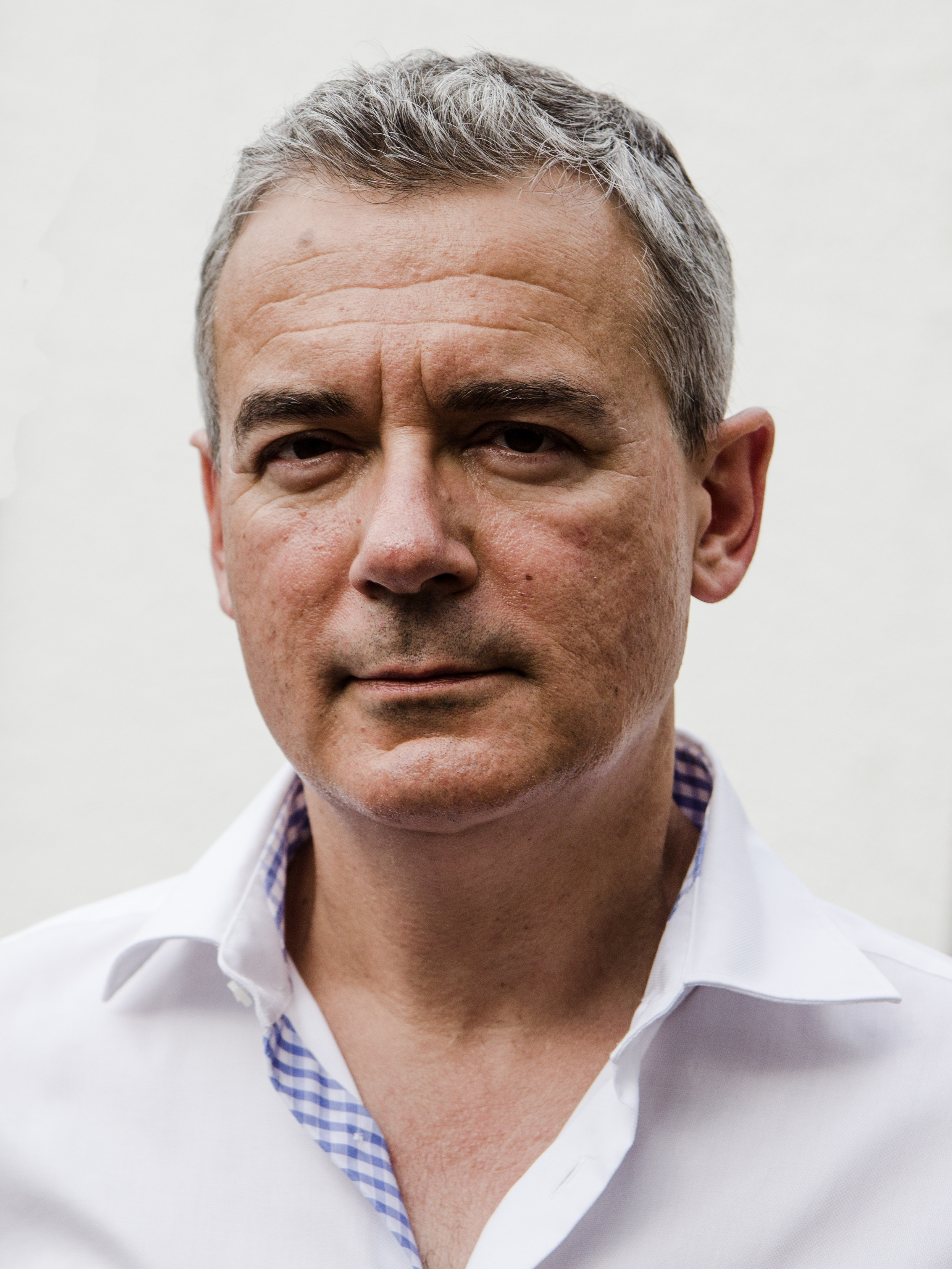
Ilija Trojanow 2015

Ilija Trojanow (translittération allemande du bulgare  Илия Троянов, translittération scientifique internationale Ilija Trojanov) ou Ilia Troïanov en français,, né le 23 août 1965 à Sofia, est un écrivain, essayiste, traducteur et éditeur bulgaro-allemand.

## Biographie
Ilija Trojanow est issu d’une famille bulgare réfugiée en 1971 en République Fédérale d’Allemagne via la Yougoslavie et l’Italie. Elle obtint l’asile politique, puis partit en 1972 pour le Kenya, où le père exerça une activité d’ingénieur. Ilija Trojanow vécut jusqu’en 1984 à Nairobi, avec une interruption entre 1977 et 1981, années au cours desquelles il séjourna en Allemagne comme élève de l’internat de Marquartstein (Staatliches Landschulheim Marquartstein) en Bavière.
En dehors de ce séjour, il fut essentiellement formé à l’école allemande de Nairobi, où il obtint l’Abitur. Il vécut ensuite à Paris, puis étudia le droit et l’ethnologie de 1985 à 1989 à l'Université de Munich. Après avoir interrompu ses études, il fonda en 1989 le Kyrill-und-Method-Verlag (éditions Cyrille et Méthode), puis le Marino-Verlag en 1992, deux maisons d’édition spécialisées dans la littérature africaine. En 1999, il s’installa à Bombay et s’intéressa de près à l’Inde. De 2003 à 2007, il vécut au Cap. En 2007, il fut lauréat du prix littéraire Mainzer Stadtschreiber décerné notamment par la ville de Mayence. Il vit depuis 2007 à Vienne (Autriche).
Trojanow rédigea dans les années 1990 quelques ouvrages non-fictionnels et des guides touristiques sur l’Afrique. Il édita une anthologie de la littérature africaine contemporaine et traduisit des œuvres d’auteurs africains. En 1996, il publia son premier roman, Die Welt ist groß und Rettung lauert überall (Le Monde est grand et le salut nous guette partout), dans lequel il traite l’expérience de réfugiés et de demandeurs d’asile qu’il a vécue avec sa famille. Il publia ensuite le roman de science-fiction Autopol, élaboré sur l’internet sous forme de « novel in progress ». En 1999, il publia Hundezeiten (Années de chien), un reportage sur ses retrouvailles avec son pays natal, la Bulgarie (réédité en 2006 sous le titre Die fingierte Revolution. Bulgarien, eine exemplarische Geschichte, Un simulacre de révolution. La Bulgarie, une histoire exemplaire).
Ilija Trojanow est depuis 2002 membre du PEN club d’Allemagne. En novembre 2007, Trojanow a enseigné la poétique à l’Université de Tübingen dans le cadre de la Tübinger Poetik-Dozentur, conjointement avec l’écrivain allemand d’origine turque Feridun Zaimoğlu.

## Conversion à l’islam?
Suivirent ensuite des livres consacrés à son expérience en Inde, puis le reportage Zu den heiligen Quellen des Islam (Aux sources saintes de l’islam) en 2004, dans lequel il décrit son pèlerinage à La Mecque. Cependant, un passage contenu dans une [interview de Trojanow] au quotidien viennois Der Standard, parue le 11 avril 2007, entretient une confusion au sujet de sa conversion à l’islam. À la question « Après avoir accompli le Hadj en 2003, les médias allemands ont diffusé l’information selon laquelle vous vous étiez converti à l’islam », il répond : « C’est ce qu’on ne cesse de raconter à mon sujet, mais c’est n’importe quoi. Je suis contre les idéologies et ne puis donc être partisan d’un dogme. Ce qui m’intéresse dans l’islam, ce sont certaines traditions du soufisme, donc une variante plutôt sensuelle et libérale. » À cela s’oppose cependant le fait même de l’accomplissement du pèlerinage par Trojanow, qui n’est autorisé qu’aux musulmans, de même que l’accès à la ville sainte de La Mecque.
En 2006 parut son roman Le Collectionneur de mondes (Der Weltensammler) consacré au fonctionnaire colonial et voyageur Richard Francis Burton, très bien reçu par la critique et qui fut couronné en 2006 du prix de la Foire du livre de Leipzig et fut sélectionné pour participer la même année au Prix allemand du livre. Dans cette biographie romancée, l’auteur insiste sur le Hadj accompli par le voyageur anglais sous une fausse identité.

## Depuis son retour en Europe (2007)
En 2007, Trojanow a tourné le film Vorwärts und nie vergessen – Ballade über bulgarische Helden (En avant et n’oublions pas – ballade sur des héros bulgares), qui fut diffusé la même année sur les chaînes publique 3sat et ZDF. Ce documentaire présente des entretiens avec des prisonniers politiques et d’autres témoins internés dans les prisons et camps de concentration de la Bulgarie communiste. Il traite donc des crimes commis par le Parti communiste bulgare et des mensonges en vigueur dans la société bulgare contemporaine.
En avril 2008, Trojanow exerça les fonctions de commissaire du festival littéraire RE ASIA - Avatar. Asiens Erzähler, consacré aux écrivains d’Asie, à la Haus der Kulturen der Welt (Maison des cultures du monde) de Berlin.
Trojanow rédige pour le quotidien berlinois taz la chronique hebdomadaire Das Schlagloch, qu’il partage avec différents auteurs.
Depuis 2008, Ilija Trojanow est éditeur de la collection Weltlese. Lesereisen ins Unbekannte, dans laquelle il publie des auteurs encore inconnus et des textes inhabituels ou oubliés.
En 2009, Trojanow a publié conjointement avec Juli Zeh le livre Angriff auf die Freiheit: Sicherheitswahn, Überwachungsstaat und der Abbau bürgerlicher Rechte (publié en 2010 en traduction française sous le titre Atteinte à la liberté. Les Dérives de l’obsession sécuritaire). Lors de la présentation du livre au public, les deux auteurs ont critiqué le fait que l’État, sous prétexte de lutte antiterroriste, impose à ses citoyens des intrusions de plus en plus profondes dans leur sphère privée.

## Filmographie
- Son roman picaresque (et partiellement autobiographique) Le Monde est grand et le salut nous guette partout a été porté à l'écran en 2008 sous le titre original Светът е голям и спасение дебне отвсякъде (translittération internationale Svetăt e goljam i spasenie debne otvsjakăde). Il est sorti en France sous le titre anglais The World is Big.

## Distinctions
- 1995 Prix littéraire Bertelsmann attribué dans le cadre du Concours Ingeborg Bachmann
- 1996 Prix littéraire de Marbourg
- 1997 Prix littéraire Thomas Valentin de la ville de Lippstadt
- 2000 Prix Adalbert-von-Chamisso
- 2006 Prix de la Foire du livre de Leipzig, catégorie belles-lettres
- 2006 Bourse de la Villa Aurora
- 2006 Finaliste du Deutscher Buchpreis pour le roman Le Collectionneur de mondes
- 2007 Berliner Literaturpreis
- 2007 Prix littéraire Mainzer Stadtschreiber
- 2007 Prix de la Foire internationale du tourisme de Berlin pour son Gebrauchsanweisung für Indien (Mode d’emploi pour l’Inde)
- 2007 Chaire de poétique de Tübingen (Tübinger Poetik-Dozentur) avec Feridun Zaimoğlu
- 2009 Prix des maisons de la littérature (Preis der Literaturhäuser)
- 2009 Bourse littéraire Comburg de la ville de Schwäbisch Hall
- 2009 Sélection au International IMPAC Dublin Literary Award pour la traduction anglaise de son Collectionneur de mondes
- 2010 Prix Würth de littérature européenne
- 2010 Prix de la Foire internationale du tourisme de Berlin pour son ouvrage Kampfabsage (Refus de combattre), catégorie Cultures
- 2011 Prix Carl Amery
- 2017 Prix Heinrich-Böll

### Traductions françaises
- Ilija Trojanow (trad. de l'allemand par Dominique Venard), Le Collectionneur des mondes [« Der Weltensammler »], Paris, Éditions Buchet/Chastel, 2008, 583 p. (ISBN 978-2-283-02279-5).
- Juli Zeh et Ilija Trojanow (trad. Patrick Charbonneau), Atteinte à la liberté. Les Dérives de l’obsession sécuritaire [« Angriff auf die Freiheit. Sicherheitswahn, Überwachungsstaat und der Abbau bürgerlicher Rechte. »], Arles, France, Actes Sud, coll. « Questions de société », 2010, 192 p. (ISBN 978-2-7427-9321-1)
- Ilija Trojanow (trad. de l'allemand par Dominique Venard), Un voyage mystique, Paris, Éditions Buchet/Chastel, 2010, 132 p. (ISBN 978-2-283-02460-7)

### Ouvrages en allemand

#### Comme auteur
- In Afrika, Munich, Marino, 1993 (photographies de Michael Martin)
- Naturwunder Ostafrika, Munich, Frederking und Thaler, 1994 (photographies de Michael Martin)
- Hüter der Sonne. Begegnungen mit Zimbawes Ältesten - Wurzeln und Visionen afrikanischer Weisheit (en collaboration avec Chenjerai Hove), Munich, Frederking und Thaler, 1996
- Kenia mit Nordtansania, Munich, Polyglott-Verlag, 1996
- Die Welt ist groß und Rettung lauert überall, Munich-Vienne, Hanser, 1996
- Autopol, München, dtv, 1997
- Zimbabwe, Munich, Polyglott-Verlag, 1998
- Hundezeiten. Heimkehr in ein fremdes Land, Munich-Vienne, Hanser, 1999 (republié en 2006 sous le titre Die fingierte Revolution)
- Der Sadhu an der Teufelswand, Munich, Frederking und Thaler, 2001
- An den inneren Ufern Indiens, Munich-Vienne, Hanser, 2003
- Zu den heiligen Quellen des Islam, Munich, Malik, 2004
- Masque, livret de l’opéra de Hans Huyssen, 2005
- Der Weltensammler, Munich-Vienne, Hanser, 2006
- Indien. Land des kleinen Glücks, Cadolzburg, Ars Vivendi, 2006
- Gebrauchsanweisung für Indien, Munich, Piper, 2006
- Die fingierte Revolution. Bulgarien, eine exemplarische Geschichte, Munich, dtv, 2006
- Nomade auf vier Kontinenten, Francfort-sur-le-Main, Eichborn, 2007
- Kampfabsage. Kulturen bekämpfen sich nicht - sie fließen zusammen (en collaboration avec Ranjit Hoskoté), Munich, Blessing, 2007
- Der entfesselte Globus, Munich-Vienne, Hanser, 2008
- Sehnsucht: mach dich auf den Weg, Fribourg-en-Brisgau, Bâle, Vienne, Herder, 2008 (édité par Fatma Sagir)
- Kumbh Mela: Indien feiert das größte Fest der Welt, Munich, Frederking und Thaler, 2008 (photographies de Thomas Dorn)
- Ferne Nähe. Tübinger Poetik-Dozentur 2007 (en collaboration avec Feridun Zaimoğlu et Dorothee Kimmich), Künzelsau, Swiridoff, 2008
- Angriff auf die Freiheit. Sicherheitswahn, Überwachungsstaat und der Abbau bürgerlicher Rechte (en collaboration avec Juli Zeh), Munich-Vienne, Hanser, 2009
- Oberammergau. Richard F. Burton zu Besuch bei den Passionsspielen, texte anglais (de Richard Francis Burton) et allemand, traduit de l’anglais par Susann Urban, Zurich, Arche-Verlag, 2010
- Fühlend sehe ich die Welt. Die Aufzeichnungen des blinden Weltreisenden James Holman (mit Susann Urban), Munich, Malik, 2010
- EisTau, Munich-Vienne, Hanser, 2011; traduit en français sous le titre Des oiseaux couleur de soufre, à paraitre chez Buchet Chastel, 2012

#### Comme éditeur
- Afrikanissimo, Wuppertal, Hammer, München : Kyrill-und-Method-Verlag, 1991 (en collaboration avec Peter Ripken)
- Das Huhn das schreit gehört dem Fremden: Lyrik und Prosa aus Schwarzafrika, Munich, Belleville-Verlag Michael Farin, 1998
- Döner in Walhalla: Texte aus der anderen deutschen Literatur, Cologne, Kiepenheuer und Witsch, 2000
- Die Welt des Ryszard Kapuściński. Seine besten Geschichten und Reportagen, Francfort-sur-le-Main, Eichborn, 2007
- Egon Erwin Kisch. Die schönsten Geschichten und Reportagen, Berlin, Aufbau-Verlag, 2008
- Jamal Mahjoub, Die Stunde der Zeichen, Francfort-sur-le-Main, Büchergilde Gutenberg, collection Weltlese, 2008
- Fereidoun M. Esfandiary (FM-2030), Der letzte Ausweis, Francfort-sur-le-Main, Büchergilde Gutenberg, collection Weltlese, 2009
- Marçal Aquino, Flieh. Und nimm die Dame mit, Francfort-sur-le-Main, Büchergilde Gutenberg, collection Weltlese, 2009
- Herman Charles Bosman, Mafeking Road, Francfort-sur-le-Main, Büchergilde Gutenberg, collection Weltlese, 2010
- Edwidge Danticat, Der verlorene Vater, Francfort-sur-le-Main, Büchergilde Gutenberg, collection Weltlese, 2010
- John Steinbeck, Russische Reise, Francfort-sur-le-Main, Büchergilde Gutenberg, collection Weltlese, 2011
- Hinter der roten Sonne. Die schönsten Abenteuergeschichten, Berlin, Aufbau-Verlag, 2011

### Traductions
- Timothy Wangusa, Der Berg am Rande des Himmels, Munich, Kyrill-und-Method-Verlag, 1989
- Georges Florovsky, Sobornost. Kirche, Bibel, Tradition, Munich, Kyrill-und-Method-Verlag, 1989
- Chenjerai Hove, Knochen, Munich, Kyrill-und-Method-Verlag, 1990
- Tsitsi Dangarembga, Der Preis der Freiheit, Reinbek bei Hamburg, Rowohlt, 1991
- Richard Rive, Buckingham Palace, Munich, Marino, 1994
- F. M. Esfandiary, Der letzte Ausweis, Francfort-sur-le-Main, Büchergilde Gutenberg, collection Weltlese, 2009
- Aravind Adiga, Letzter Mann im Turm (traduction avec Susann Urban), Munich, Beck, 2011

## Ouvrages sur Ilija Trojanow
- Michaela Haberkorn, Treibeis und Weltensammler. Konzepte nomadischer Identität in den Romanen von Libuše Moníková und Ilija Trojanow. In: Helmut Schmitz (édit.): Von der nationalen zur internationalen Literatur. Transkulturelle deutschsprachige Literatur und Kultur im Zeitalter globaler Migration. Rodopi, Amsterdam, 2009 (Amsterdamer Beiträge zur neueren Germanistik, 69),  (ISBN 978-90-420-2582-0)
- Martina Ölke: Ilija Trojanows Erfolgsroman Der Weltensammler. In: Petra Meurer, Martina Ölke und Sabine Wilmes (édit.): Interkulturelles Lernen. Mit Beiträgen zum Deutsch- und DaF-Unterricht, zu ‚Migranten‘-Bildern in den Medien und zu Texten von Özdamar, Trojanow und Zaimoglu. Aisthesis Verlag, Bielefeld, 2009,  (ISBN 978-3-89528-748-0)

### Interviews
- (de) Der Blick von Außen ist immer frisch und notwendig Eren Güvercin dialogue avec Ilija Trojanow sur l’islam et la mondialisation, au sujet de son livre Der Weltensammler
- (de) Christina Böck, Ein Nomade wird sesshaft (interview publiée le 13 septembre 2007 dans le quotidien autrichien Die Presse)
- (de) Eva Schobel, Allah und Olé (interview et présentation de Kampfabsage dans Die Presse)
- (de) Ilija Trojanow im Gespräch über Ortswechsel, indische Elefanten und das Träumen in Parallelwelten (interview de 2008 sur le site handlungsreisedialog.blogwerft.de, notamment au sujet des lieux évoqués dans Le Collectionneur de mondes – consulté le 4 novembre 2011)

## Sources
- (de) Cet article est partiellement ou en totalité issu de l’article de Wikipédia en allemand intitulé « Ilija Trojanow » (voir la liste des auteurs).

1. ↑  Ilia troïanov. Le nomade des quatre continents, article par Olia Stoïanova, Courrier international n° 883 (octobre 2007) sur son site web, 3 octobre  2007.
2. ↑  « Ilija Trojanow (transcrit Ilia Troïanov en français) est un écrivain et éditeur bulgaro-allemand. », citation dans Ilija Trojanow : les services secrets et le romancier, par Alexandre Levy, sur le site books.fr, novembre 2018.
3. ↑  (de) Ilija Trojanow Träger des Literaturpreises von ZDF, 3sat und der Stadt Mainz (site de la municipalité de Mayence, consulté le 2 novembre 2011).
4. ↑  (de) Ilija Trojanow, Autopol (critique publiée lors de la publication du roman sous forme de livre chez dtv en 1997 sur le site de critique littéraire Hinternet, consulté le 2 novembre 2011).
5. ↑  (de) 1. bis 23. Tübinger Poetik-Dozentur (site de la chaire de poétique de Tübingen, consulté le 4 novembre 2011).
6. ↑  Vgl. Renée Zucker, (de) Muslim werden ist nicht schwer …. Ilja Trojanow ist zum Islam konvertiert und hat darüber ein bewegendes Buch geschrieben, quotidien taz, 27 novembre 2004 (consulté le 2 novembre 2011).
7. ↑  (de) Schöpfen aus Weltkenntnis: Ilija Trojanow im Gespräch (site du quotidien Der Standard, consulté le 4 novembre 2011).
8. ↑  (de) Vorwärts und nicht vergessen!, site de la chaîne ZDF, consulté le 4 novembre 2011.
9. ↑  (de) RE ASIA - Avatar. Asiens Erzähler Ein Literaturfestival kuratiert von Ilija Trojanow (site de la Haus der Kulturen der Welt, consulté le 4 novembre 2011.
10. ↑  (de) Contributions de Trojanow sur le site taz.de, consulté le 4 novembre 2011.
11. ↑  (de) Weltlese. Lesereisen ins Unbekannte (site de l’éditeur Büchergilde, consulté le 4 novembre 2011).
12. ↑  (de) Neues Buch: „Angriff auf die Freiheit“, site heise online, consulté le 4 novembre 2011.